# Allan Dwan
Allan Dwan (Toronto, Ontario, Kanada, 1885. április 3. – Los Angeles, Kalifornia, 1981. december 28.) amerikai filmrendező, forgatókönyvíró, filmproducer.

## Életpályája
1893-ban családjával az Egyesült Államokba költözött. Az Indiana állambeli Notre Dame Egyetemen elektromérnöki diplomát szerzett. Technikai végzettsége révén 1909-ben az Essenay céghez, majd San Diegóban az American Film Companyhoz került. 1911–1961 között több mint 400 film rendezője volt. 1913–1914 között az Universal Pictures munkatársa volt. 1917–1918 között, valamint 1923–1926 között a Paramount Pictures-nak dolgozott. Az Associated Producers cég egyik alapítója volt 1919-ben. 1926-ban filmtechnikai szakszótárt jelentetett meg. A 20th Century Fox-nak dolgozott 1926–1927 között, 1929-ben, 1931–1932 között, 1935–1940 között valamint 1957-ben. 1944–1945 között United Artists tagja volt. 1949–1954 között a Republic munkatársa volt. 1954–1955 között az RKO Pictures-nél működött. 70. életévén túl (1955) is aktívan tevékenykedett a televízióban. 1960-ban csillagot kapott a Hollywood Walk of Fame-en.

### Munkássága
Pályáját forgatókönyvíróként kezdte. Filmrendezői működésének korszakot nyitó állomása a Triangle, ahol D. W. Griffith irányításával forgatott. Hol önállóan, hol valamelyik nagy céggel karöltve készítette nagyszámú alkotásait. Éveken át volt Douglas Fairbanks és Gloria Swanson filmjeinek rendezője. Látványos életrajzi monográfiája a Suez (1938) című film Ferdinand de Lesseps-ről szól.

## Magánélete
1915–1920 között Pauline Bush (1886–1969) amerikai színésznő volt a felesége. 1927–1949 között Marie Shelton (1902–1949) amerikai színésznő volt a párja.

## Filmrendezései
| - A vándorló (The Wanderer) (1912) - A szerelem vak (Love Is Blind) (1913) - A tegnapi lány (A Girl of Yesterday) (1915) - David Harum (1915) (forgatókönyvíró is) - José csinos nővére (The Pretty Sister of Jose) (1915) (forgatókönyvíró is) - A lelenc (The Foundling) (1915) - Egy ártatlan Magdalena (An Innocent Magdalene) (1916) - A boldogság életmódja (The Habit of Happiness) (1916) (forgatókönyvíró is) - A jó rossz ember (The Good Bad Man) (1916) - A félvér (The Half-Breed) (1916) - Manhattani őrültség (Manhattan Madness) (1916) - Panthea (1917) (forgatókönyvíró és filmproducer is) - Egy modern testőr (A Modern Musketeer) (1917) (forgatókönyvíró is) - Ugrás Marokkóban (Bound in Morocco) (1918) (forgatókönyvíró is) - A szerencse katonái (Soldiers of Fortune) (1919) (forgatókönyvíró is) - A tiltott dolog (The Forbidden Thing) (1920) (forgatókönyvíró és filmproducer is) - Martha Queed bűne (The Sin of Martha Queed) (1921) (forgatókönyvíró is) - Robin Hood (1922) (forgatókönyvíró is) - Zaza (1923) (filmproducer is) - Egy társasági botrány (A Society Scandal) (1924) - Az erény bére (Wages of Virtue) (1924) - Az ő szerelmi története (Her Love Story) (1924) (filmproducer is) - Argentin szerelem (Argentine Love) (1924) (filmproducer is) - A könnyelműség partja (The Coast of Folly) (1925) (filmproducer is) - Éjszakai élet New Yorkban (Night Life of New York) (1925) - East Side, West Side (1927) (forgatókönyvíró is) - A vasálarcos (1929) (forgatókönyvíró is) - Micsoda egy özvegy! (What a Widow!) (1930) (filmproducer is) | - Esélyek (Chances) (1931) - Bűnös (Wicked) (1931) - Az ő első ügye (Her First Affaire) (1932) - Amerikai őrület (1932) - Kém vagyok (I Spy) (1934) (forgatókönyvíró is) - Tengerészfeleség (Navy Wife) (1935) - Emberrakomány (Human Cargo) (1936) - A dal és a táncoló férfi (Song and Dance Man) (1936) - Heidi (1937) - Rebekka a Sunnybrook farmról (Rebecca of Sunnybrook Farm) (1938) - Josette (1938) - Suez (1938) - A három testőr (1939) - A gorilla (1939) - A préri kapitánya (1939) - Felkel és ragyog (Rise and Shine) (1941) - Barátságos ellenfelek (Friendly Enemies) (1942) - A világ körül (Around the World) (1943) (filmproducer is) - Külföldön két jenkivel (Abroad with Two Yanks) (1944) - Brewster milliói (Brewster's Millions) (1945) - Találka Annie-val (Rendezvous with Annie) (1946) (filmproducer is) - Északnyugati előőrs (Northwest Outpost) (1947) (filmproducer is) - A bizalmas történet (The Inside Story) (1948) (forgatókönyvíró és filmproducer is) - Iwo Jima fövenye (1949) - Lemondás (Surrender) (1950) (filmproducer is) - Jeannie-ről álmodom (I Dream of Jeanie) (1952) - Az elhagyott ezüst (Silver Lode) (1954) - Szenvedély (Passion) (1954) - Menekülés Burmába (Escape to Burma) (1955) - Dél-tenger gyöngyei (Pearl of the South Pacific) (1955) - Visszahúz az éjszaka (Hold Back the Night) (1956) - A folyó széle (The River's Edge) (1957) - Elvarázsolt sziget (Enchanted Island) (1958) - A legveszélyesebb élő férfi (Most Dangerous Man Alive) (1961) |